# Jeremy Duncan
Pour les articles homonymes, voir Duncan.
Jeremy Duncan est un joueur international de hockey sur gazon irlandais qui joue au poste de milieu de terrain au Monkstown HC,,.

## Biographie
Jeremy est né le 2 août 1994 à Kilkenny,.

## Carrière

### En club
Jeremy joue actuellement en Irlande avec le club de Monkstown HC,.

### En équipe nationale espoirs
Jeremy a fait ses débuts en 2014 pour concourir à l'Euro II 2014 à Lousada, au Portugal.

### En équipe nationale première
Jeremy fait ses débuts internationaux en 2014 lors d'une série de matchs amicaux face à l'Angleterre à Reading.
Depuis ses débuts, il enchaîne les compétitions internationales en allant jusqu'à remporter la médaille d'or lors de l'Euro II 2023 à Dublin, en Irlande.
En 2024, il concourt au Tournoi de qualification olympique 2024 à Valence, en Espagne dont l'Irlande se qualifiera pour les Jeux de Paris après avoir battu la Corée du Sud 4-3 en match pour la 3e place,,.

## Palmarès
- : 1er à l'Euro II 2023